# Родком
«Родком» — российский комедийный телесериал производства компаний Art Pictures Vision и Black Box Production, премьера которого состоялась 23 ноября 2020 года на телеканале «СТС».
Слоган первого сезона: «Выжить в школе».
Слоган второго сезона: «Классное продолжение».
Ограничение по возрасту — 12+.

## Сюжет
Сергей Шмелёв, узнавший об измене жены, решает забрать двенадцатилетнего сына и воспитывать его самостоятельно. Чтобы повысить свои шансы при разводе оставить ребёнка с собой, он встаёт на путь превращения в показательного отца — вступает в родительский комитет класса. Там он встречает свою бывшую одноклассницу — Светлану Суркову, которая за пятнадцать лет очень изменилась. Из серой тихони она превратилась в целеустремлённую и самоуверенную женщину, которая жёстко руководит мамочками из родительского комитета, и её побаивается даже директор школы. Неизменным осталось только одно — её личная неприязнь к Шмелёву, который в школе не давал ей спокойной жизни. Чтобы оставаться в родительском комитете, он должен найти общий язык с Сурковой и остальными мамочками.

## Производство
Пилотную серию сняли в 2018 году. Рабочее название сериала — «Родительский комитет».
Съёмки первого сезона начались в июле 2020 года. Если в пилотной серии роль Сергея Шмелёва сыграл Александр Ильин, то на съёмках первого сезона по неизвестным причинам его заменил Виктор Хориняк. Премьера первого сезона началась 23 ноября 2020 года на канале СТС.
Сериал был продлён на второй сезон. Премьера состоялась на телеканале СТС 8 ноября 2021 года.
В марте 2023 года появлялась информация, что у сериала будет третий сезон. Дальнейших сообщений о работе над продолжением не поступало.

## В ролях
| Актёр               | Роль |
| ------------------- | --- |
| Виктор Хориняк      | Сергей Вячеславович Шмелёв строитель |
| Иван Бычков         | Сергей Шмелёв в детстве |
| Вероника Тимофеева  | Алёна Шмелёва бывшая жена Сергея |
| Матвей Семёнов      | Иван Сергеевич Шмелёв сын Сергея и Алёны, парень Кристины |
| Андрей Крыжний      | Владимир Вячеславович Шмелёв брат Сергея, дальнобойщик |
| Ольга Лерман        | Светлана Анатольевна Суркова (в первом замужестве — Романова), одноклассница Сергея Шмелёва; со 2 сезона — жена Сергея, учитель русского языка и литературы, классный руководитель |
| Таисья Калинина     | Светлана Суркова в детстве |
| Павел Ворожцов      | Артём Сергеевич Романов муж/бывший муж Светланы |
| Диана Енакаева      | Кристина Артёмовна Романова дочь Светланы и Артёма, одноклассница и девушка Вани                                                                                                   |
| Ольга Кабо          | Анна Петровна мать Светланы, бабушка Кристины, директор школы (2 сезон) |
| Анастасия Имамова   | Лидия Бакунчик повар в школьной столовой, мама Ильи |
| Савелий Албутов     | Илья Бакунчик сын Лидии и Станислава, одноклассник Вани |
| Валерий Панков      | Станислав Бакунчик муж Лидии, отец Ильи |
| Галина Безрук       | Ирина Соколова член родительского комитета, мама Толика |
| Александр Булатов   | Анатолий Соколов сын Ирины, одноклассник Вани |
| Екатерина Кузнецова | Даша Афанасьева член родительского комитета |
| Николай Шрайбер     | Игорь Иванович гражданский муж/муж Даши |
| Егор Леонтьев       | Марк Игорьевич Афанасьев сын Игоря, пасынок Даши, одноклассник Вани |
| Алина Алексеева     | Маша Быстрова член родительского комитета, мама Сони |
| Елизавета Сапегина  | Софья Быстрова дочь Маши, одноклассница Вани |
| Наталия Потапова    | Галина Васильевна директор школы (1 сезон), завуч (2 сезон) |
| Борис Каморзин      | Алексей Андреевич Харитонов начальник Сергея |
| Никита Тарасов      | адвокат Алёны |
| Степан Абрамов      | Олег Валентинович Пучков учитель истории, во 2 сезоне — возлюбенный Маши Быстровой                                                                                                 |
| Павел Савинков      | Влад Еновский ухажёр Светланы Сурковой (2 сезон) |
| Алексей Онежен      | Глеб Владиславович Еновский сын Влада, одноклассник Вани и Кристины (2 сезон) |
| Ваня Дмитриенко     | Антон парень Софьи (2 сезон) |

и другие.

## Список серий
| Сезон | Сезон | Серии | Период трансляции           |
| ----- | ----- | ----- | --------------------------- |
|       | 1     | 21    | 23 ноября — 24 декабря 2020 |
|       | 2     | 17    | 8 ноября — 2 декабря 2021   |

### Сезон 1
| № серии | Описание серии | Премьера        |
| ------- | --- | --------------- |
| 1       | Сергей Шмелёв — суровый строитель и с недавнего времени одинокий папа. Его статус женатого мужчины сменяется на роль разведённого отца, самостоятельно воспитывающего сына, когда Шмелёв выясняет, что его жена неоднократно «ходила налево». Чтобы стать первоклассным отцом для своего сына Вани, Сергей готов пойти на всё — даже вступить в родительский комитет, возглавляемый его школьной «подругой» Светой Сурковой. Но её ненависть к Сергею сильнее, чем сострадание и желание помочь, ведь когда-то в молодости он изрядно потрепал ей нервы. | 23 ноября 2020  |
| 2       | Очередной день в школе готовит новые испытания для Сергея: ему нужно помочь Ване сделать на урок истории поделку в виде Эйфелевой башни. Нехватка времени отца вынуждает Ваню обратиться за помощью к маме и её ухажёру. Супруга Сергея хочет уехать в Санкт-Петербург и готова облегчить участь мужа, забрав сына с собой. | 23 ноября 2020  |
| 3       | Раз за разом Ваня совершает ошибки, делает глупости и попадает в неприятные ситуации. Например, его забирают в полицию, когда он решает выяснить отношения с одноклассником, или приводит на стройку своих друзей, которые, по случайности, травмируют человека. За это Сергей наказывает сына, но позже выясняет, что на суде Ваня сам сможет решить, с кем он хочет остаться: с мамой или с папой. | 24 ноября 2020  |
| 4       | Узнав о том, что Ваня может сам принять решение на суде, с кем ему хочется жить, Сергей решает завалить подарками сына и повлиять на его выбор. Новый телефон Вани и его хорошие дружеские отношения с Кристиной снова провоцируют Свету Суркову досаждать Сергею. Выясняются подробности жизни других мам из родительского комитета. | 25 ноября 2020  |
| 5       | С подачи Светы Сурковой шестиклассники готовят выступление ко Дню космонавтики. По обыкновению, женщина не хочет привлекать к этому Ваню Шмелёва, но Сергей не согласен с решением председательницы родкома. В творческом номере мальчика ставят играть на саксофоне, чего он делать не умеет. Обманным путём вместо живого исполнения Ваня включает мелодию из музыкальной колонки. В этот самый момент Света Суркова решает отомстить Сергею, но последствия становятся шокирующими для всех присутствующих в зале.                                    | 26 ноября 2020  |
| 6       | Ваня не может спокойно принять развод родителей и решает сбежать из дома, пока мама и папа не помирятся. О пропаже мальчика узнаёт Света Суркова и предлагает обратиться в полицию в то время, пока сына ищет Сергей. В школе снова происходит очередное ЧП — одна из мам родительского комитета и по совместительству повар школы Лида бьёт ученика. За это женщине грозит увольнение. | 30 ноября 2020  |
| 7       | У Сергея новое испытание — по просьбе сына ему нужно срочно научиться готовить еду. Для этого мужчина решает обратиться к женщинам из родкома, но снова всё идёт не по плану. Ваня очень нравится своим одноклассницам. Девочки не перестают бороться за его внимание всевозможными способами и даже дерутся. Столь явная агрессия влечёт за собой поход подростков к психологу, с которым родители могут переосмыслить своё отношение к детям. | 1 декабря 2020  |
| 8       | После похода к психологу Сергей признаёт, что у него плохая связь с сыном. Чтобы стать ближе, он отправляется с Ваней на рыбалку, где снова всё идет не по плану. Помимо того, что на отдых без приглашения приезжают одноклассники мальчика вместе с родителями, на Сергея нападают пчёлы, а Светлана узнаёт о сплетнях в свой адрес. | 2 декабря 2020  |
| 9       | Шмелёв-младший приглашает Кристину покататься на велосипедах, но девочку в очередной раз не пускает мама. Чтобы помочь сыну, Сергей берёт на себя задачу отвлечь Светлану и пытается дать детям провести время вдвоём. ЧП на прогулке подростков не остаётся незамеченным Сурковой-старшей, а Сергей всё-таки решает присмотреться к одной из мам родкома. | 3 декабря 2020  |
| 10      | После ночи, проведённой вместе, Шмелёв пытается избежать отношений с Ирой и слухов, но женщина не только провоцирует Сергея, но и делает так, чтобы об этом узнал весь родком. Очередная выходка новой пассии Шмелёва приводит к несчастному случаю — Ира выпадает из окна. От увиденного у Маши начинаются преждевременные роды. Чтобы в очередной раз доказать свою любовь Марку, Даше приходится выбирать между сохранностью машины и здоровьем мальчика.                                                                                             | 7 декабря 2020  |
| 11      | Ира решает удержать Сергея рядом с собой через его сына. Толик понимает, что мама пытается найти новую семью, и закатывает вместе с Ваней скандал. Тем временем Шмелёв-младший снова ощущает на себе ненависть Светы Сурковой и вместе с Кристиной придумывает план, чтобы продолжать общение. Девочка решает признаться Ване в чувствах. | 8 декабря 2020  |
| 12      | Ваня не знает, что ответить Кристине на её предложение встречаться, а Соня решает, что она нравится ему, и решает брать всё в свои руки. Сергею приходит письмо из службы опеки о проверке, которую будет проводить бывший одноклассник Женя Баранкевич. Чтобы наладить отношения с мужчиной, над которым когда-то издевался Шмелёв, и успешно пройти проверку, Сергей организовывает встречу выпускников, но всё идёт не по плану. | 9 декабря 2020  |
| 13      | Гиперопека Кристины выходит боком не только для девочки, но и для Светы — одноклассники подшучивают над отличницей, а Суркова узнаёт, что её муж ей изменяет. Сергей пытается подготовить квартиру к прибытию сотрудников службы опеки, но решает встретиться с ними в школе на дискотеке. Именно там его застают дерущимся с другим мужчиной. Ваня пытается помириться с Кристиной, признавшись ей в своих чувствах. Возвращается домой и предлагает воссоединить семью жена Сергея.                                                                    | 10 декабря 2020 |
| 14      | Возвращение бывшей супруги Сергея и её желание вернуть семью категорически не устраивает мужчину. Шмелёв пытается поговорить со Светой Сурковой, которая готова предпринять любые меры — от изменения своей внешности до шантажа мужа, чтобы сохранить брак. Недавно родившая Маша не может самостоятельно справиться с бытовыми хлопотами и взваливает их на мамочек родкома. В результате этого в квартире происходит пожар. | 14 декабря 2020 |
| 15      | Сергей в очередной раз пытается поговорить со Светой о поцелуе, который произошёл на дискотеке. Обе семьи решают принять участие в спортивном соревновании школы «Мама, папа, я — счастливая семья». Суркова снова замечает, что её муж продолжает ей изменять, из-за чего у него со Шмелёвым начинается драка. Получив очередной отпор от Светы, Сергей решает дать шанс бывшей супруге. Тем временем от Даши уходит муж, не выдержав криков ребёнка.                                                                                                   | 15 декабря 2020 |
| 16      | Алёна Шмелёва вынуждена ехать вместе со Светой Сурковой и детьми на школьную экскурсию. Между женщинами начинается неприязнь, которая перерастает не только в открытое соперничество, но и во вражду. Это приводит к потере одного из школьников. Стас Бакунчик с помощью Сергея пытается провернуть аферу, но попадается с поличным, потянув за собой Шмелёва. | 16 декабря 2020 |
| 17      | Шмелёв пытается найти новую работу. Ради этого он обращается за помощью к директору школы Галине Васильевне, которая в обмен на услугу привлекает его к участие в конкурсе «Учитель года». Света Суркова пытается справиться с комплексами и чувством вины из-за измены мужа. Тем временем к Алёне приезжает её любовник и просит женщину вернуться к нему, о чём узнаёт Ваня. | 17 декабря 2020 |
| 18      | В школу Вани заявляется его мама с адвокатом, чтобы узнать успеваемость мальчика. Шмелёв-младший решает «подтянуть» оценки и позаниматься с Кристиной, но случайно узнаёт о романе его отца и Светланы Сурковой, которые тщательно это скрывают. О любовной интрижке председательницы родительского комитета и Сергея также узнаёт и Ира. | 21 декабря 2020 |
| 19      | Обидившийся на Шмелёва Ваня не разрешает отцу поговорить с ним. Когда до суда остаётся немного, Шмелёв хочет наладить отношения с сыном. А Света решает наладить отношения с мужем и вместе они решают на всё лето уехать в Таиланд. | 22 декабря 2020 |
| 20      | Артём узнаёт про измену Светы и решает преподать Шмелёву урок. Марк сломал спортивный инвентарь и учитель физкультуры требует извинений. Параллельно Игорь делает предложение Даше. | 23 декабря 2020 |
| 21      | День суда. Кто победит? С кем останется Ваня? Алёна намерена выиграть. Кристина узнаёт кое-что про свою маму. Ситуация всё накаляется. Каков вердикт суда? И закончится ли счастливо эта история? | 24 декабря 2020 |

### Сезон 2
| № серии | Описание серии | Премьера       |
| ------- | --- | -------------- |
| 1 (22)  | Сергей занимает должность главы родительского комитета, а его дама, Светлана, становится классным руководителем. В город также приезжает её мать, которая занимает должность нового директора школы.                                                                                | 8 ноября 2021  |
| 2 (23)  | Шмелёв хочет наладить отношения с тёщей. Он приглашает её и Свету в театр. Ваня взламывает аккаунт классной учительницы, чтобы исправить всем оценки. | 8 ноября 2021  |
| 3 (24)  | Шмелёв-младший тщетно пытается извиниться перед Кристиной. Это приводит к тому, что Шмелёв-старший вынужден ремонтировать канализацию. Между тем, в класс переводят нового ученика, того самого сына бывшего однокурсника Светы, который и порождает рознь между Кристиной и Ваней. | 9 ноября 2021  |
| 4 (25)  | Сергей хочет сделать предложение Свете, но его планам мешает Влад. Вова помогает Толику пригласить Соню на свидание. | 10 ноября 2021 |
| 5 (26)  | Школьный класс отправляется на экскурсию в имение Лермонтова — Середниково. | 11 ноября 2021 |
| 6 (27)  | Сергей помогает сыну помириться с Кристиной, чтобы Светлана с дочерью вернулись домой. | 15 ноября 2021 |
| 7 (28)  | Сергей пытается починить окно Анне Петровне, чтобы она вернулась домой. Соня узнаёт про отношения матери. | 16 ноября 2021 |
| 8 (29)  | В школе проходит ярмарка. Шмелёв обещает Свете не ревновать, и просит брата Вову проследить за Светой во время ярмарки. Харитоныч зовёт Шмелёва на шашлыки. Глеб сделал картину с Кристиной, что не нравится Ване.                                                                  | 17 ноября 2021 |
| 9 (30)  | Кристина и Света отправляются на загородный турнир по шахматам. Неожиданно туда прибывают Влад с Глебом. Вова обнаружил фотографию Влада со Светой в отеле, и моментально доложил Шмелёву, из-за чего тот решает приехать лично на место проведения турнира.                        | 18 ноября 2021 |
| 10 (31) | Ваня проникает в фуру Вовы, чтобы спрятавшись, не ехать в Питер с мамой. Сергей и Алёна ищут сына. | 23 ноября 2021 |
| 11 (32) | Ваня пытается помирить отца со Светой, и Вова придумывает план. Света пытается сделать всё, чтобы её мама не узнала об их ссоре со Шмелёвым, но в итоге та, узнав, предлагает Свете переехать к ней. Суркова соглашается.                                                           | 23 ноября 2021 |
| 12 (33) | Сергей хочет помириться со Светой на концерте, посвящённому Дню учителя. | 24 ноября 2021 |
| 13 (34) | Сергей назначает Владу стрелку из-за Светы. | 25 ноября 2021 |
| 14 (35) | Сергей узнаёт, что Света ночевала у Влада, и переживает из-за этого. | 30 ноября 2021 |
| 15 (36) | Анна Петровна объявляет четвертную контрольную, по результатом которой учеников перераспределят по классам. | 30 ноября 2021 |
| 16 (37) | Анна Петровна якобы от имени Светы возвращает обручальное кольцо Сергею. | 1 декабря 2021 |
| 17 (38) | Сергей и Светлана готовятся к свадьбе. | 2 декабря 2021 |

## Награды
- 2019 — II Российский телевизионный конкурс «Пилот» — Фестиваль телесериалов:
  - призы:
    - в категории «Лучший пилот телевизионного сериала» (по мнению зрителей)
    - в категории «Лучший актёр пилота телевизионного сериала» (Александр Ильин)[5].

## Отзывы и критика
Рецензии:
- На kp.ru, Антонина Веткина[6]
- На rt.com, Ева Анисимова[7]
- На vokrug.tv, Илона Егиазарова[8].